# Polystichum qamdoense
Polystichum qamdoense är en träjonväxtart som beskrevs av Ren-Chang Ching och S. K. Wu. Polystichum qamdoense ingår i släktet Polystichum och familjen Dryopteridaceae. Inga underarter finns listade.